# Neotetranychus granifer
Neotetranychus granifer är en spindeldjursart som beskrevs av Fabiola Feres och Flechtmann 2000. Neotetranychus granifer ingår i släktet Neotetranychus och familjen Tetranychidae. Inga underarter finns listade i Catalogue of Life.